# Zocchihedron

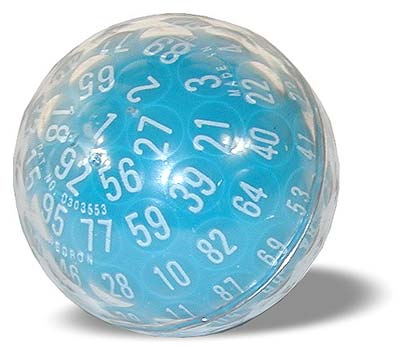
Zocchihedron, o dado de 100 lados

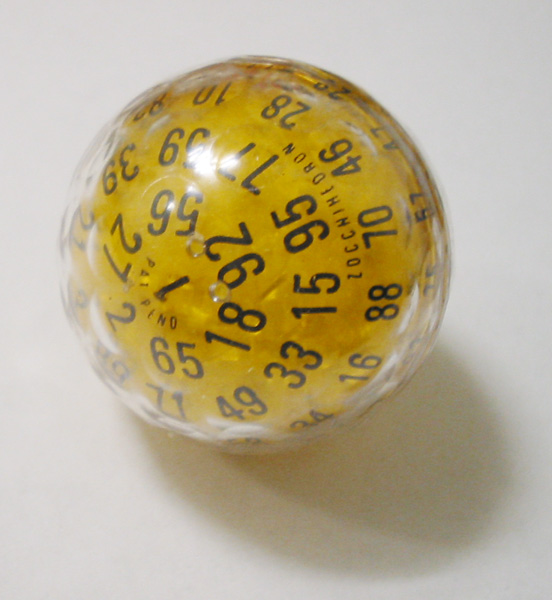
Um Zocchihedron Amarelo

Zocchihedron é uma marca registrada, do dado de 100 lados mais comum, patenteado por Lou Zocchi lançado em 1985.
Não é considerado um dado poliédrico. É mais uma bola multifacetada com 100 planos. As vezes chamada de "Zocchi's Golfball" ou Estrela da Morte. Também apelidado em português de "dado de sem", trocadilho com número de lados (cem, cuja pronúncia é a mesma) e com a aparente falta de lados tornando-se quase uma esfera (que seria um sólido sem 'lados').
Demorou cerca de 3 anos para que Zocchi terminasse o design deste dado, e mais 3 anos para entrar em produção. Zocchi descobriu que o dado tinha uma performance melhor se tivesse uma espessura de 13.85 mm. Zocchi  aperfeiçoou o dado com materiais leves possibilitando rolar livremente. Em 2005 foi aceita uma nova patente sob o nome de Louis J. Zocchi descrevendo um sistema mais aprimorado e com partículas irregulares no seu interior . Conhecido como Zocchihedron II, além das particulas esta versão conta também com um material mais resistente a riscos e quedas.
Zocchihedron foi criado para jogos que utilizam porcentagem, particularmente jogos de RPG. Estes dados não são muito comuns porque demoram um pouco para dar o resultado (os Zocchihedrons originais demoravam vários segundos para parar), e não agrada muitos jogadores. Os jogadores acham mais conveniente utilizar dois dados de 10 lados, um para casa da unidade e outro para casa da dezena, ou utilizar apenas um dado de 10 ou 20 lados e, então, multiplicar o número resultante para atingir um percentual (10% para cada valor de d10, 5% para cada valor de d20).
Em testes feitos pela White Dwarf magazine concluiu que a distribuição dos resultados era totalmente desigual, embora não apresente preferências por números mais altos ou mais baixo.
|  |  |  |
|  |  |  |

## Patentes
A aparência estética do Zocchihedron foi protegida pela patente de design dos Estados Unidos D303.553, que expirou em 19 de setembro de 2003. A patente original não incluía menção a nenhum mecanismo interno de frenagem. Nunca houve uma patente de utilidade para o Zocchihedron original, embora a patente dos Estados Unidos 6.926.276 possa proteger o mecanismo de frenagem do Zocchihedron II. Essa patente expirará em 9 de agosto de 2025 e se aplica apenas a "dados esféricos" contendo "partículas de vários tamanhos e formas irregulares".